# Ǵorǵi Hristov
Ǵorǵi Hristov (Macedonisch: Ѓорѓи Христов) (Bitola, 30 januari 1976) is een Macedonisch voormalig voetballer die als aanvaller speelde voor FK Pelister, Partizan Belgrado, Barnsley FC, N.E.C., Dunfermline Athletic, Debreceni VSC, Hapoel Nazareth Illit, Olympiakos Nicosia, FC Den Bosch en PEC Zwolle.

## Interlandcarrière
Onder leiding van bondscoach Andon Dončevski maakte Hristov zijn debuut voor Macedonië op 10 mei 1995 in de EK-kwalificatiewedstrijd in en tegen Armenië (2-2). Hij nam in dat duel de eerste treffer van de Macedoniërs voor zijn rekening. Hristov maakte tussen 1998 en 2009 de meeste goals voor de nationale ploeg van Macedonië: zestien in 48 interlands. Dit record werd gebroken door Goran Pandev.

## Trainerscarrière
Van 3 oktober 2011 tot 21 november 2012 was Hristov coach van FK Metaloerg Skopje.

## Statistieken
| Seizoen            | Club                  | Wedstrijden | Doelpunten |
| ------------------ | --------------------- | ----------- | ---------- |
| 1993/94            | FK Pelister Bitola    |             |            |
| 1994/95            | Partizan Belgrado     | 12          | 3          |
| 1995/96            | Partizan Belgrado     | 25          | 9          |
| 1996/97            | Partizan Belgrado     | 24          | 9          |
| 1997/98            | Barnsley              | 23          | 4          |
| 1998/99            | Barnsley              | 3           | 0          |
| 1999/00            | Barnsley              | 20          | 4          |
| 2000/01            | N.E.C.                | 25          | 15         |
| 2001/02            | N.E.C.                | 8           | 1          |
| 2002/03            | N.E.C.                | 22          | 2          |
| 2003/04            | FC Zwolle             | 13          | 4          |
| 2004/05            | Dunfermline Athletic  | 8           | 0          |
| 2005/06            | Debreceni VSC         | 2           | 0          |
| 2005/06            | Hapoel Nazareth Illit | 7           | 3          |
| 2006/07            | Niki Volos            | 0           | 0          |
| 2006/07            | Olympiakos Nicosia    | 6           | 0          |
| 2007/08            | FC Den Bosch          | 19          | 6          |
| 2008/feb 2009      | FK Bakoe              | 15          | 9          |
| feb 2009/jun 2009  | FK Vardar             | 0           | 0          |
| jul 2009 /dec 2009 | JJK Jyväskylä         | 9           | 1          |
| Totaal             | Totaal                | 241         | 70         |

## Erelijst
- Beker van Macedonië: finalist 1994
- Kampioenschap van Klein Joegoslavië: 1996, 1997
- Beker van Klein Joegoslavië: finalist 1996
- Supercup van Hongarije: 2005